# Danilo Mariotto
Danilo Mariotto, właśc. Danilo Mariotto dos Santos (ur. 15 stycznia 1996 w Rio de Janeiro) – brazylijski piłkarz, grający na pozycji napastnika.

## Kariera klubowa
Wychowanek Fluminense FC, w którym rozpoczął karierę piłkarską. Występował w młodzieżowej drużynie. W sierpniu 2014 został wypożyczony do Wołyni Łuck. 1 maja 2015 ogłoszono o przeniesieniu piłkarza do Legii Warszawa. Jednak do przenosin nie doszło i już 6 sierpnia 2015 został wypożyczony do słoweńskiego klubu Olimpija Lublana. Rok później zmienił barwy na Šamorín, a na początku 2017 został oddelegowany do Boavisty, która występowała w Campeonato Brasileiro Série D. Po kilkumiesięcznej przerwie, 3 maja 2019 został piłkarzem AA Caldense, skąd w 2020 został wypożyczony do Toledo EC. 1 września 2021 podpisał kontrakt z saudyjskim trzecioligowym klubem Al-Washm Club. W kwietniu 2022 wrócił do Brazylii, gdzie od stycznia 2023 bronił barw klubów Ipatinga FC i Independente FSJ. 13 lipca 2023 zasilił skład Botafogo-PB, który występował w Campeonato Brasileiro Série C.

## Sukcesy i odznaczenia

### Sukcesy klubowe
Olimpija Lublana
- mistrz Slowenii: 2015/16

Boavista
- zdobywca Copa Rio: 2017